# گکوی دم‌برگی خارا
گکوی دم‌برگی خارا (نام علمی: Saltuarius wyberba) نام یک گونه از سرده گکوهای دم‌برگی است.